# Macromitrium catharinense
Macromitrium catharinense là một loài Rêu trong họ Orthotrichaceae. Loài này được Paris mô tả khoa học đầu tiên năm 1900.